# Benkhelil
Benkhelil (en arabe : بن خليل, en tamazight de l'Atlas blidéen : Ben Xlil, tifinagh : ⴱⴻⵏ ⵅⵍⵉⵍ) est une commune de la wilaya de Blida en Algérie.

## Géographie

### Localisation
La commune de Benkhelil est située au nord de la wilaya de Blida, à environ 20 km nord-est de Blida et à environ 34 km au sud-ouest d'Alger et à environ 46 km au nord-est de Médéa
| Koléa (Wilaya de Tipaza) | Wilaya d'Alger, Forêt de Mahelma | Boufarik |
| Oued Alleug              | Benkhelil                        | Boufarik |
| Beni Tamou               | Beni Mered                       | Boufarik |

### Localités de la commune

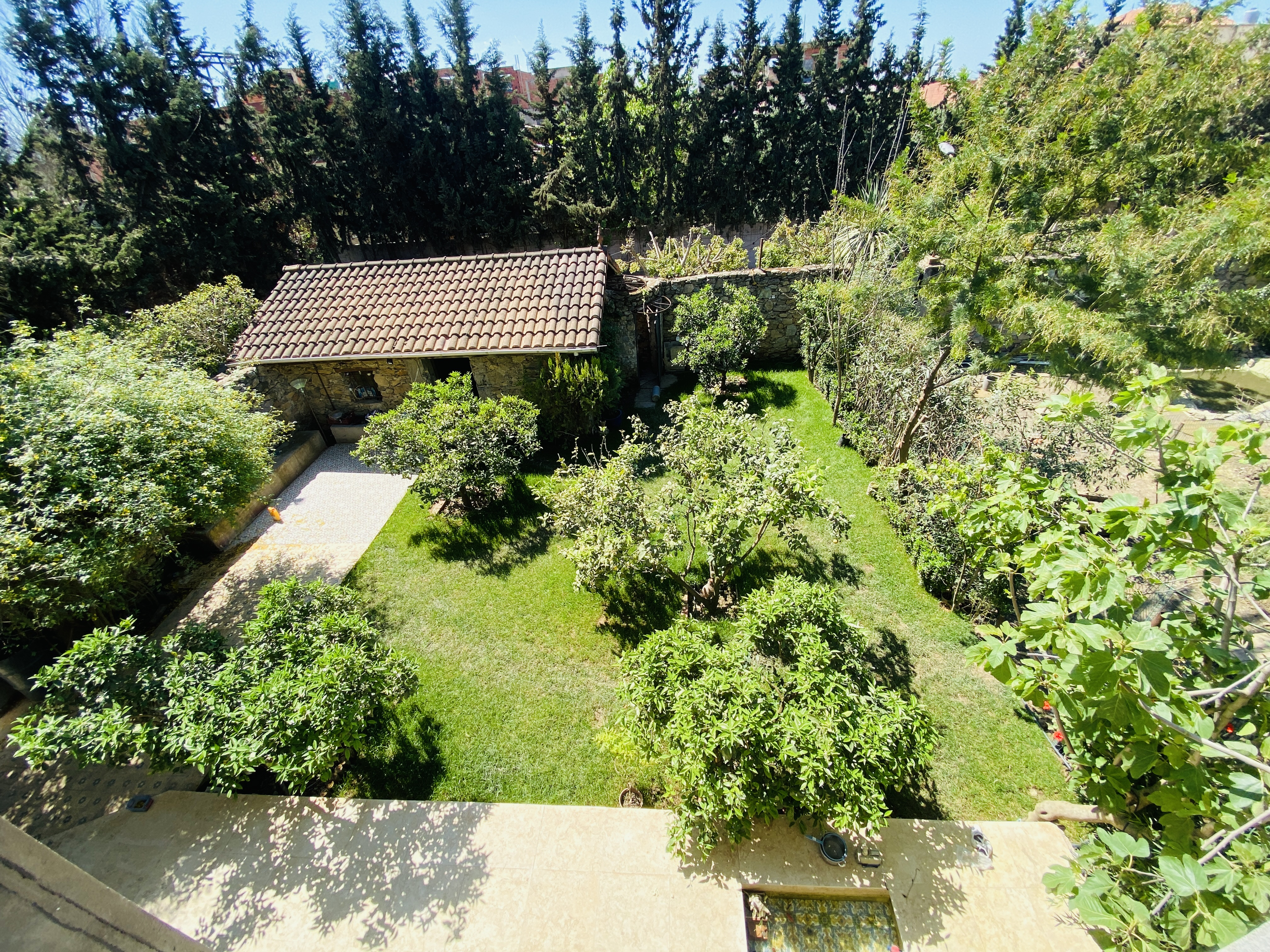
Maison particulière à Ben Hamdani.

Lors du découpage administratif de 1984, la commune de Benkhelil est constituée des localités suivantes :
- Ben Khelill
- Ben Chabane
- Ben Hamdani
- Boukandoura
- Oued El Mallah